# 육군 도야마 학교
육군 도야마 학교(일본어: 陸軍戸山学校 리쿠군토야마갓코[*])는 일본 육군의 군학교로, 현재의 도쿄도 신주쿠 구 도야마에 있었다.

## 개요
1873년 6월, 육군사관학교의 도야마 출장소로 설립되어 훈련 업무를 시작했다. 이듬해 2월에는 도야마 학교로 명칭이 바뀌었다. 사격과 총검술, 검술 등 전투의 기본 기술과 체육, 군악 등을 가르쳤다.
1912년 8월에 전술과와 사격과, 교도대대를 분리해 육군보병학교가 설립되고, 도야마 학교는 검술을 포함한 체조와 군악을 담당하게 되었다. 1939년부터는 사격술의 교육과 연구도 맡았다.
학생은 갑종과 을종으로 나뉘었다. 갑종은 중위, 소위, 부사관 등으로 체조, 검술, 총검술 훈련을 실시했고, 을종은 각 부대의 나팔수이다. 군악 생도도 있었다. 태평양 전쟁 패전 직후 폐교되었다.

## 연혁
- 1873년 6월 : 육군사관학교 도야마 출장소로 개설
- 1874년 2월 4일 : 도야마 학교로 개칭
- 1887년 10월 19일 : 감군부로 소속 이동
- 1912년 8월 : 육군보병학교 분리
- 1945년 9월 10일 : 폐교

## 같이 보기
- 일본 육군사관학교